# Gikeneno
Gikeneno är ett vattendrag i Burundi.   Det ligger i provinsen Cibitoke, i den nordvästra delen av landet, 50 kilometer norr om huvudstaden Bujumbura.
Omgivningarna runt Gikeneno är en mosaik av jordbruksmark och naturlig växtlighet. Runt Gikeneno är det tätbefolkat, med 397 invånare per kvadratkilometer.